# Championnat du monde de hockey sur glace 1981
Navigation
URSS 1979 Finlande 1982
Le quarante-septième championnat du monde de hockey sur glace a lieu à Göteborg et Stockholm en Suède du 12 au 26 avril.

## Mondial A
| Clt   | Équipe               | PJ | V | D | N | BP | BC | Pts |
| ----- | -------------------- | -- | - | - | - | -- | -- | --- |
| +001, | Union soviétique     | 8  | 6 | 2 | 0 | 55 | 14 | 14  |
| +002, | Suède                | 8  | 5 | 1 | 2 | 24 | 30 | 11  |
| +003, | Tchécoslovaquie      | 8  | 4 | 2 | 2 | 37 | 26 | 10  |
| +004, | Canada               | 8  | 2 | 1 | 5 | 28 | 34 | 5   |
| +005, | États-Unis           | 8  | 4 | 1 | 3 | 39 | 43 | 9   |
| +006, | Finlande             | 8  | 3 | 2 | 3 | 37 | 32 | 8   |
| +007, | Allemagne de l'Ouest | 8  | 3 | 1 | 4 | 44 | 40 | 7   |
| +008, | Pays-Bas             | 8  | 0 | 0 | 8 | 24 | 69 | 0   |

- Équipe reléguée dans le mondial B

Les Pays-Bas rejoignent le mondial B pour le championnat de 1982.

## Mondial B
Le mondial B est disputé du 20 au 29 mars 1981 à Selva di Val Gardena en Italie.
| Clt   | Équipe             | PJ | V | D | N | BP | BC | Pts |
| ----- | ------------------ | -- | - | - | - | -- | -- | --- |
| +009, | Italie             | 7  | 6 | 0 | 1 | 38 | 18 | 13  |
| +010, | Pologne            | 7  | 5 | 1 | 1 | 49 | 25 | 11  |
| +011, | Suisse             | 7  | 4 | 1 | 2 | 28 | 20 | 10  |
| +012, | Allemagne de l'Est | 7  | 4 | 2 | 1 | 37 | 25 | 9   |
| +013, | Roumanie           | 7  | 2 | 5 | 0 | 25 | 30 | 4   |
| +014, | Norvège            | 7  | 2 | 5 | 0 | 21 | 39 | 4   |
| +015, | Yougoslavie        | 7  | 1 | 5 | 1 | 23 | 44 | 3   |
| +016, | Japon              | 7  | 1 | 6 | 0 | 18 | 38 | 2   |

- Équipes promues dans le mondial A
- Équipe reléguée dans le mondial C

L'Italie rejoint le mondial A pour le championnat de 1982 alors que la Yougoslavie et le Japon sont relégués dans le mondial C.

## Poule C
Le mondial C est disputé du 6 au 15 mars 1981 à Pékin, Chine.
| Clt   | Équipe          | PJ | V | D | N | BP | BC | Pts |
| ----- | --------------- | -- | - | - | - | -- | -- | --- |
| +017, | Autriche        | 7  | 7 | 0 | 0 | 43 | 5  | 14  |
| +018, | Chine           | 7  | 6 | 1 | 0 | 46 | 14 | 12  |
| +019, | Hongrie         | 7  | 4 | 2 | 1 | 38 | 22 | 9   |
| +020, | Danemark        | 7  | 3 | 3 | 1 | 36 | 27 | 7   |
| +021, | France          | 7  | 3 | 4 | 0 | 48 | 36 | 6   |
| +022, | Bulgarie        | 7  | 3 | 4 | 0 | 22 | 32 | 6   |
| +023, | Corée du Sud    | 7  | 1 | 6 | 0 | 18 | 66 | 2   |
| +024, | Grande-Bretagne | 7  | 0 | 7 | 0 | 11 | 60 | 0   |

- Équipes promues dans le mondial B

L'Autriche et la Chine rejoignent le mondial B pour le championnat de 1982.

## Sources
- (en) IIHF Media Guide & Record Book 2011, IIHF, 2011
- Marc Branchu, « Championnats du monde 1981 », sur www.passionhockey.com